# Lotto (chanson)
Pour les articles homonymes, voir Lotto.
Singles de EXO
Monster
(2016) Dancing King
(2016)
Lotto (chinois : 乐透) est un single du boys band sud-coréano-chinois EXO, sorti le 17 août 2016 en coréen et en mandarin, issu de leur troisième album réédité du même nom.

## Contexte et sortie
Produit par LDN Noise, "Lotto" est décrit comme une chanson "hip-hop" mise en valeur par l'auto-tune qui parle d'un homme qui se sent si chanceux, comme s'il avait gagné à la loterie après avoir rencontré la fille qu'il aime. La chanson est sortie le 17 août avec la réédition.

## Clip-vidéo
Les clips-vidéos coréennes et chinoises de "Lotto" ont été mises en ligne le 17 août 2016. Le clip comme la chanson a pour thème le casino et s'ouvre avec le son d'une machine à sous. En plus de la chorégraphie puissante d'EXO, elle montre aussi des scènes où les membres jouent à des jeux d'argent, des combats de coqs, des tas d'argent brûlants et d'autres activités avant que ces derniers et une co-vedette soient arrêtés par la S.W.A.T.. La version coréenne est devenu la dixième vidéo de musique K-pop la plus regardée sur YouTube en 2016.
Le 9 décembre 2018, « Lotto » devient le huitième clip musical à atteindre les 100 millions de vues après « 중독 (Overdose) », « 으르렁 (Growl) », « Call Me Baby », « Monster », « 늑대와 미녀 (Wolf) », « Ko Ko Bop » et « Love Me Right ».

## Promotion
EXO a commencé à promouvoir la chanson dans les émissions musicales sud-coréennes le 19 août. Kai n'a ni participé, ni été présent car avant cela pendant la tournée sud-coréenne de l'« EXO'rDIUM », il s'était blessé à la cheville. "Lotto" a été jugé "indéquat à la diffusion" par les chaînes musicaux KBS, MBC et Mnet, par conséquent la chanson a donc été promu avec des paroles modifiées sous le titre alternatif de "Louder" sur ces chaînes de télévision. 
Le groupe a interprété la chanson pour la première fois en live lors des derniers concerts ayant eu lieu à Séoul dans le cadre de leur troisième tournée « EXO'rDIUM », et l'a ensuite intégré au programme de leur tournée « EℓyXiOn ».

## Succès commercial
"Lotto" a pris la seconde place sur Gaon Chart et la première place dans le « Billboard World Digital Songs ». La chanson a remporté la première place sept fois au total dans les émissions musicales sud-coréennes. La chanson s’est également inscrite à la première place dans pas moins de huit classements musicaux comme MelOn, Genie, Music Naver et bien d’autres.

## Classements

### Classements hebdomadaires
| Classements                        | Meilleure position |
| ---------------------------------- | ------------------ |
| South Korea (Gaon)                 | 2                  |
| US World Digital Songs (Billboard) | 1                  |

### Classements mensuel
| Classement                  | Meilleure position |
| --------------------------- | ------------------ |
| South Korean singles (Gaon) | 14                 |

## Ventes
| Pays               | Ventes  |
| ------------------ | ------- |
| South Korea (Gaon) | 433 633 |
| USA (RIAA)         | 8 000   |

## Prix et nominations
| Année | Prix               | Titre      | Résultat   |
| ----- | ------------------ | ---------- | ---------- |
| 2016  | SBS PopAsia Awards | Hottest MV | Nomination |

### Programmes de classements musicaux
| Programme                 | Date               |
| ------------------------- | ------------------ |
| M! Countdown (Mnet)       | 25 août 2016       |
| M! Countdown (Mnet)       | 1er septembre 2016 |
| Music Bank (KBS)          | 26 août 2016       |
| Music Bank (KBS)          | 2 septembre 2016   |
| Inkigayo (SBS)            | 28 août 2016       |
| Inkigayo (SBS)            | 4 septembre 2016   |
| Show Champion (MBC Music) | 31 août 2016       |